# Mara Lane
Mara Lane, pseudonimo di Dorothy Bolton (Vienna, 1º agosto 1930 – Marbella, 6 agosto 2014), è stata un'attrice austriaca.
Attiva negli anni cinquanta e nella prima metà dei sessanta, oltre che in Austria, anche in Gran Bretagna, Stati Uniti e Germania, ebbe inoltre ruoli da protagonista in film italiani come La grande avventura e Uomini ombra.
Ebbe una sorella minore, Jocelyn, anche lei attrice.

## Filmografia
- Hell Is Sold Out, regia di Michael Anderson (1951)
- Un giorno... tutta la vita (24 Hours of a Woman's Life), regia di Victor Saville (1952)
- Provinciali a Parigi (Innocents in Paris), regia di Gordon Parry (1953)
- La grande avventura, regia di Mario Pisu (1954)
- Angela, regia di Edoardo Anton (1954)
- Susanna ha dormito qui (Susan Slept Here), regia di Frank Tashlin (1954)
- Uomini ombra, regia di Francesco De Robertis (1954)
- Le avventure di Giacomo Casanova, regia di Steno (1954)
- Torna piccina mia!, regia di Carlo Campogalliani (1955)
- Un amore a Parigi (Monpti), regia di Helmut Käutner (1957)
- Anno 79 - La distruzione di Ercolano, regia di Gianfranco Parolini (1962)
- Il vecchio testamento, regia di Gianfranco Parolini (1963)
- Jetzt dreht die Welt sich nur um dich, regia di Wolfgang Liebeneiner (1964)

## Doppiatrici italiane
- Flaminia Jandolo in Le avventure di Giacomo Casanova
- Dhia Cristiani in Torna piccina mia!
- Rosetta Calavetta in Anno 79 - La distruzione di Ercolano
- Maria Pia Di Meo in Il vecchio testamento